# 鳳鼻頭站
捷運鳳鼻頭站位於台灣高雄市小港區，為高雄捷運紅線（小港林園線）（規劃中）的捷運車站。

## 車站概要
車站代碼為RL3。站區位於獅子公園前。

## 車站構造
地下車站，兩個出入口。

### 車站樓層
| 地面      | 出入口                     | 出入口                                 |
| 地下 一樓 | 大廳層                     | 車站大廳、詢問處、自動售票機、驗票閘門 |
| 地下 一樓 | 大廳層                     | 廁所（付費區外，近出口）               |
| 地下 二樓 | 1號月台                    | ← 紅線 往林園工業區方向（下厝路口站）  |
| 地下 二樓 | 島式月台，左邊車門將會開啟 |                                        |
| 地下 二樓 | 2號月台                    | → 紅線 往大湖方向（勞工訓練中心站）→   |

## 車站週邊
- 勞工訓練中心
- 獅子公園

## 歷史

### 預定時程
20??年：隨著小港林園線「林園工業區─大湖」段通車而啟用。